# Auksztocki Park Narodowy

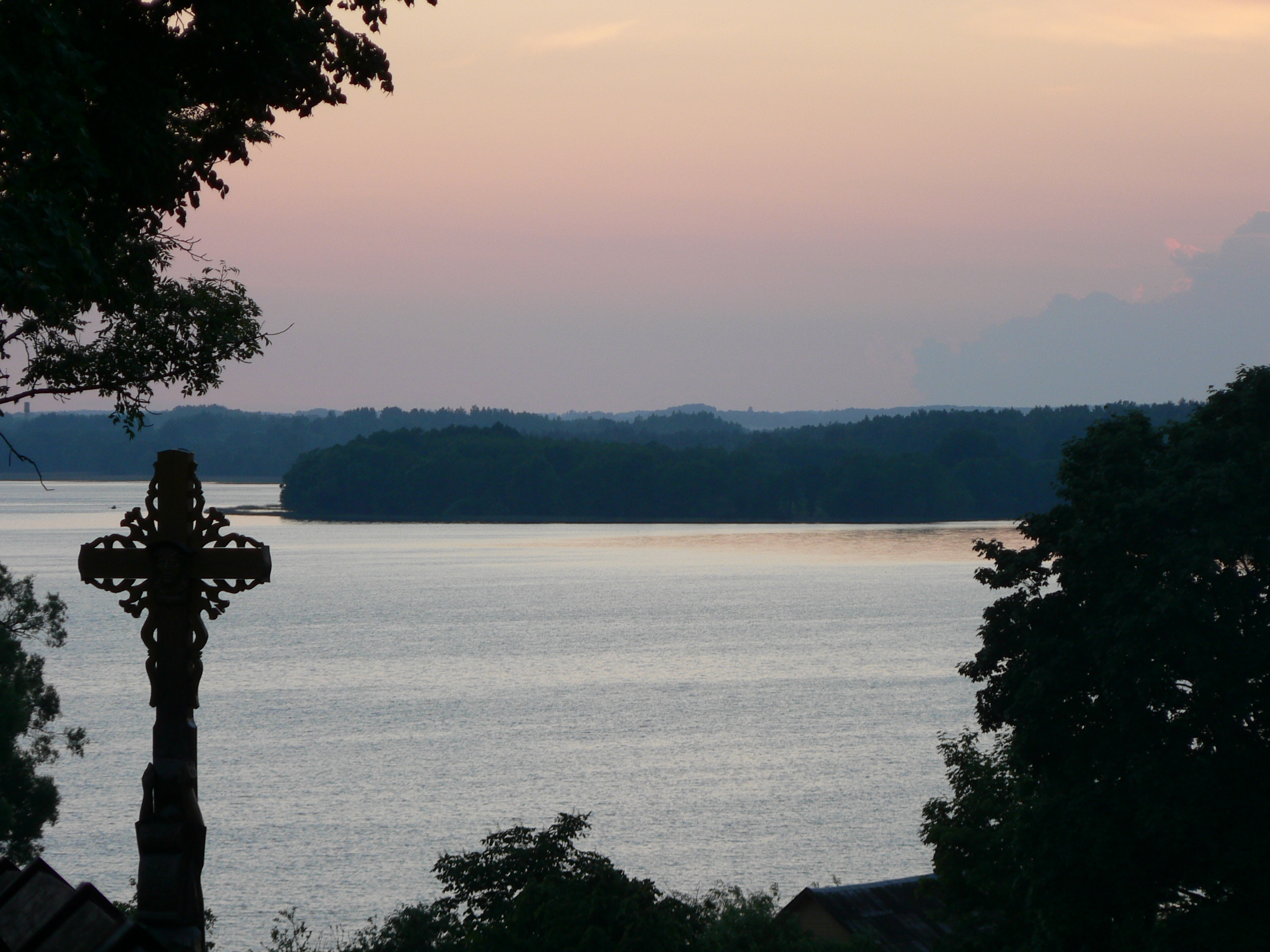
Widok na jezioro Łusze z Połuszy

Auksztocki Park Narodowy (lit. Aukštaitijos nacionalinis parkas) – park narodowy leżący w północno-wschodnim krańcu Litwy, około 100 km na północ od Wilna, blisko granicy z Łotwą i Białorusią, w okolicy miasteczka Ignalino w okręgu uciańskim. Powstał w 1974 roku za czasów Litewskiej SRR, jako pierwszy park narodowy w kraju i przez 15 lat, aż do 1991 roku kiedy powstały 4 kolejne, pozostawał jedynym.

## Geografia
Terytorium parku zajmuje obszar 405,7 km². Około 50% powierzchni parku znajduje się w rejonie ignalińskim, po 25% powierzchni znajduje się w rejonach uciańskim i święciańskim. Obszary ściśle chronione zajmują 2,1% parku.
Na terenie Parku Narodowego znajduje się wiele jezior: Tauroginie, Kretuonas, Asalnai, Alksnaitis, Pakasas, Joskutis, Vajuonis i inne.

## Fauna i flora Auksztockiego Parku Narodowego
Ponad 70% powierzchni parku pokryta jest lasami, 80% z nich to lasy sosnowe, także świerkowe i jodłowe. Największe kompleksy leśne to Azvinciai, Mincia i Linkmenys.
Park Auksztocki jest znany ze swojej bioróżnorodności, na przykład 59% ze wszystkich gatunków roślin które występują na Litwie, można znaleźć w parku który zajmuje niecały 1% litewskiego terytorium, z czego 64 gatunki są zagrożone wyginięciem. Park stanowi również ostoję dla wielu rzadkich gatunków zwierząt. Należą do nich łosie, jelenie, sarny, dziki, wilki, lisy, rysie, norki amerykańskie, bobry, zające bielaki i szaraki. W parku spotyka się także prawie już całkowicie wymarłe na Litwie wydry. Spośród 190 gatunków ptaków 48 należy do zagrożonych wyginięciem, jak sowy, głuszce, cietrzewie, żurawie, orły bieliki i czarne bociany. Ponadto żółwie, przedstawiciele płazów, ryby słodkowodne, niezliczone gatunki owadów.